# Puerto de Vela
Puerto de Vela är en ort i Mexiko.   Den ligger i kommunen Técpan de Galeana och delstaten Guerrero, i den södra delen av landet, 260 km sydväst om huvudstaden Mexico City. Puerto de Vela ligger 873 meter över havet och antalet invånare är 102.
Terrängen runt Puerto de Vela är kuperad åt sydväst, men åt nordost är den bergig. Runt Puerto de Vela är det ganska glesbefolkat, med 22 invånare per kvadratkilometer. Närmaste större samhälle är Cuatro Cruces, 18,5 km norr om Puerto de Vela. I omgivningarna runt Puerto de Vela växer huvudsakligen savannskog.